# Eamon Sullivan
Eamon Sullivan (n. 30 august 1985, Perth, Australia de Vest, Australia) este un înotător australian, medaliat olimpic. A participat la 3 ediții ale Jocurilor Olimpice (2004, 2008, 2012) în care a câștigat două medalii de argint și o medalie de bronz.